# Julian Brooke-Houghton
Julian Brooke-Houghton (16 de diciembre de 1946) es un deportista británico que compitió en vela en la clase Flying Dutchman.
Participó en los Juegos Olímpicos de Montreal 1976, obteniendo una medalla de plata en la clase Flying Dutchman. Ganó una medalla de oro en el Campeonato Mundial de Flying Dutchman de 1971 y dos medallas de oro en el Campeonato Europeo de Flying Dutchman, en los años 1971 y 1975.

## Palmarés internacional
| Juegos Olímpicos   | Juegos Olímpicos      | Juegos Olímpicos | Juegos Olímpicos |
| Año                | Lugar                 | Medalla          | Clase            |
| ------------------ | --------------------- | ---------------- | ---------------- |
| 1976               | Montreal (Canadá)     | Medalla de plata | Flying Dutchman  |
| Campeonato Mundial |                       |                  |                  |
| Año                | Lugar                 | Medalla          | Clase            |
| 1971               | La Rochelle (Francia) | Medalla de oro   | Flying Dutchman  |
| Campeonato Europeo |                       |                  |                  |
| Año                | Lugar                 | Medalla          | Clase            |
| 1971               | ND                    | Medalla de oro   | Flying Dutchman  |
| 1975               | Travemünde (RFA)      | Medalla de oro   | Flying Dutchman  |